# Leknín
Leknín (Nymphaea) je rod nižších dvouděložných rostlin z čeledi leknínovité (Nymphaeaceae). Jsou to vytrvalé vodní byliny s plovoucími listy a nápadnými květy, rozšířené po celém světě od tropů po mírný pás. V České republice rostou 2 druhy: leknín bílý a leknín bělostný. Lekníny se pěstují v množství kultivarů jako okrasné vodní rostliny. Některé druhy slouží též jako potravina či krmivo nebo jsou využívány v medicíně.

## Popis

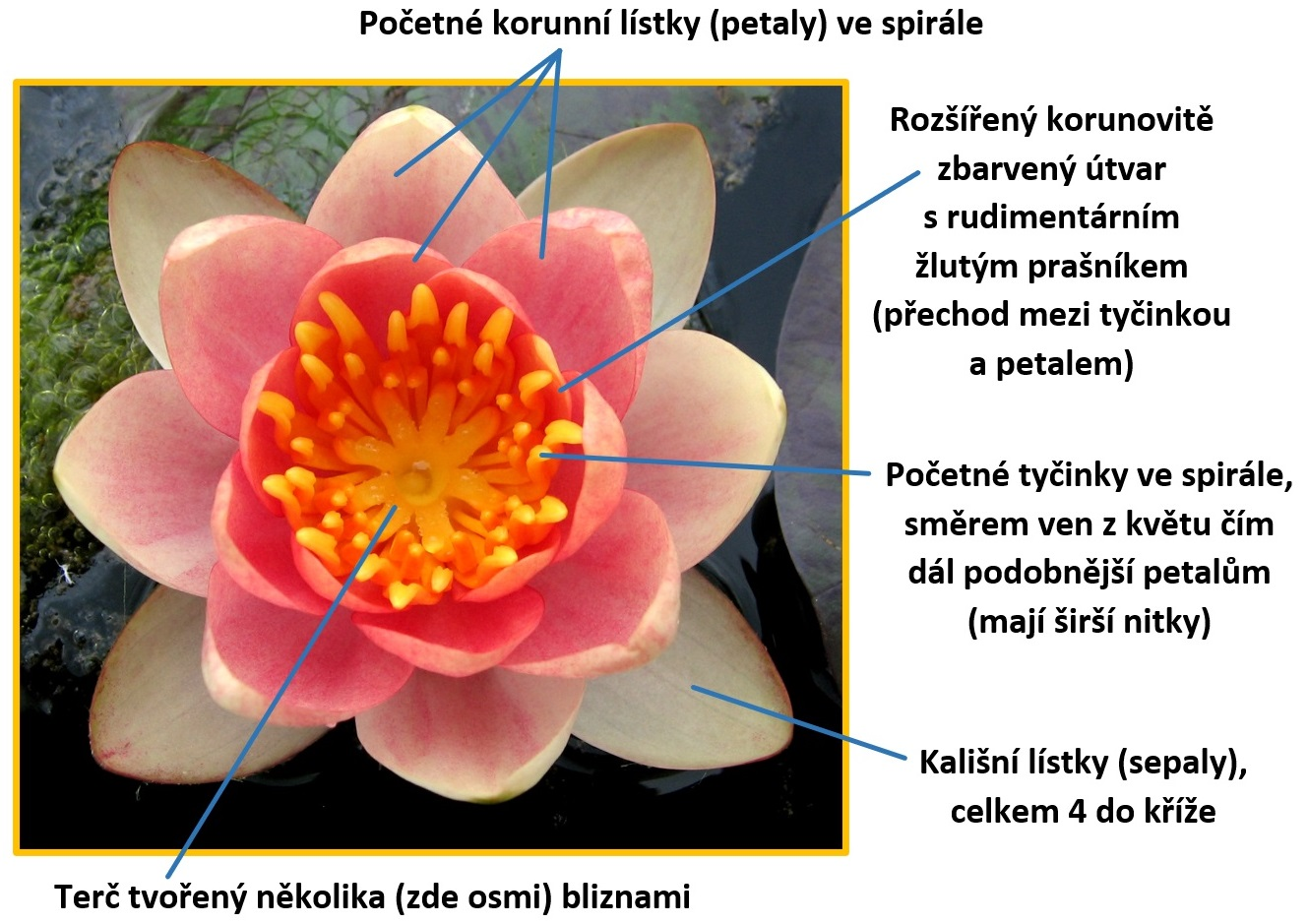
Stavba květu leknínu (Nymphaea), na obr. je kultivar 'Graziella'

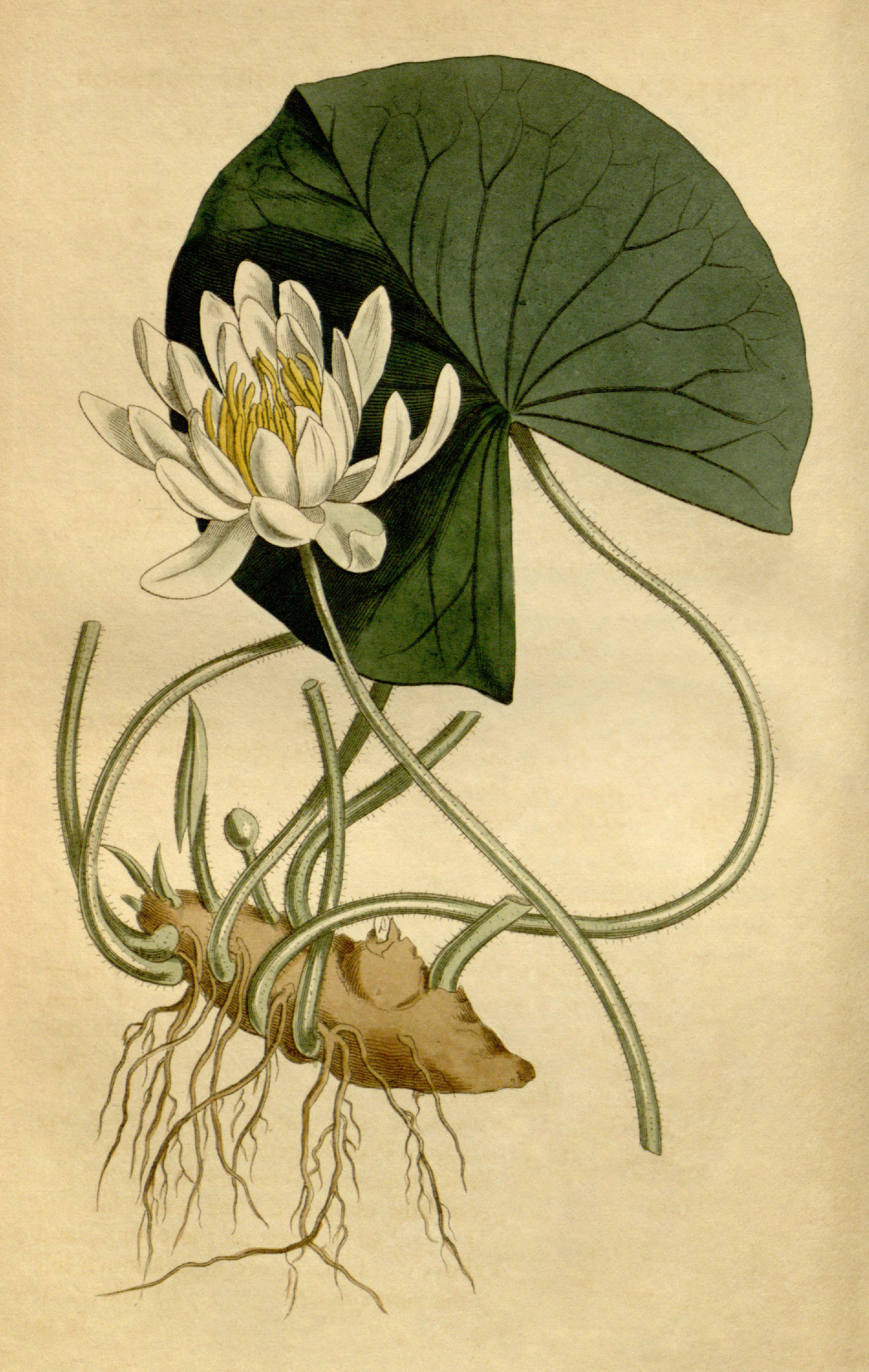
Kresba leknínu N. odorata z roku 1814

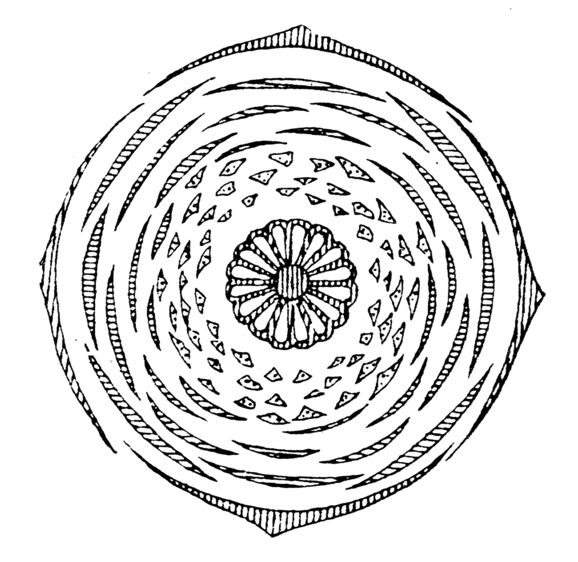
Květní diagram leknínu

Lekníny jsou vytrvalé vodní byliny s plazivými, vystoupavými nebo vzpřímenými oddenky. Listy jsou většinou plovoucí, s primárně dlanitou žilnatinou. Postranní žilky 1. řádu jsou víceméně síťovitě pospojované. Čepel listů je celokrajná nebo na okraji zubatá, na vrcholu zaokrouhlená až špičatá, se srdčitou nebo střelovitou bází, řidčeji štítnatá. V řapících a květních stvolech jsou vyvinuta vzduchová pletiva (aerenchym). Květy jsou nejčastěji bílé, žluté, růžové nebo modré, jednotlivé, oboupohlavné, pravidelné, nápadné, na dlouhých stopkách, plovoucí nebo vynořené. Kalich je tvořen 4 zelenými, volnými lístky. Koruna je složena z 8 až mnoha lístků, které často postupně přecházejí v tyčinky. Korunní lístky jsou uspořádány ve spirále nebo v kruzích. Tyčinek je mnoho a jsou kratší než okvětní lístky. Okvětí přirůstá spolu s tyčinkami ve spirále na semeník. Gyneceum je složeno z většího počtu částečně nebo zcela srostlých plodolistů. Blizny jsou přisedlé, srostlé v miskovitý disk. Čnělky chybějí nebo jsou přeměněné ve vrcholové přívěsky semeníku. Plod je bobulovitý a za zralosti nepravidelně puká. Na vrcholu mívá zbytek bliznového terče a po obvodu jizvy po opadaných květních částech. Plod je po odkvětu zatahován spirálně se svinující květní stopkou pod hladinu, kde dozrává. Semena jsou kulovitá nebo eliptická, s vakovitým míškem. Semena se uvolňují jednotlivě a plavou na hladině.

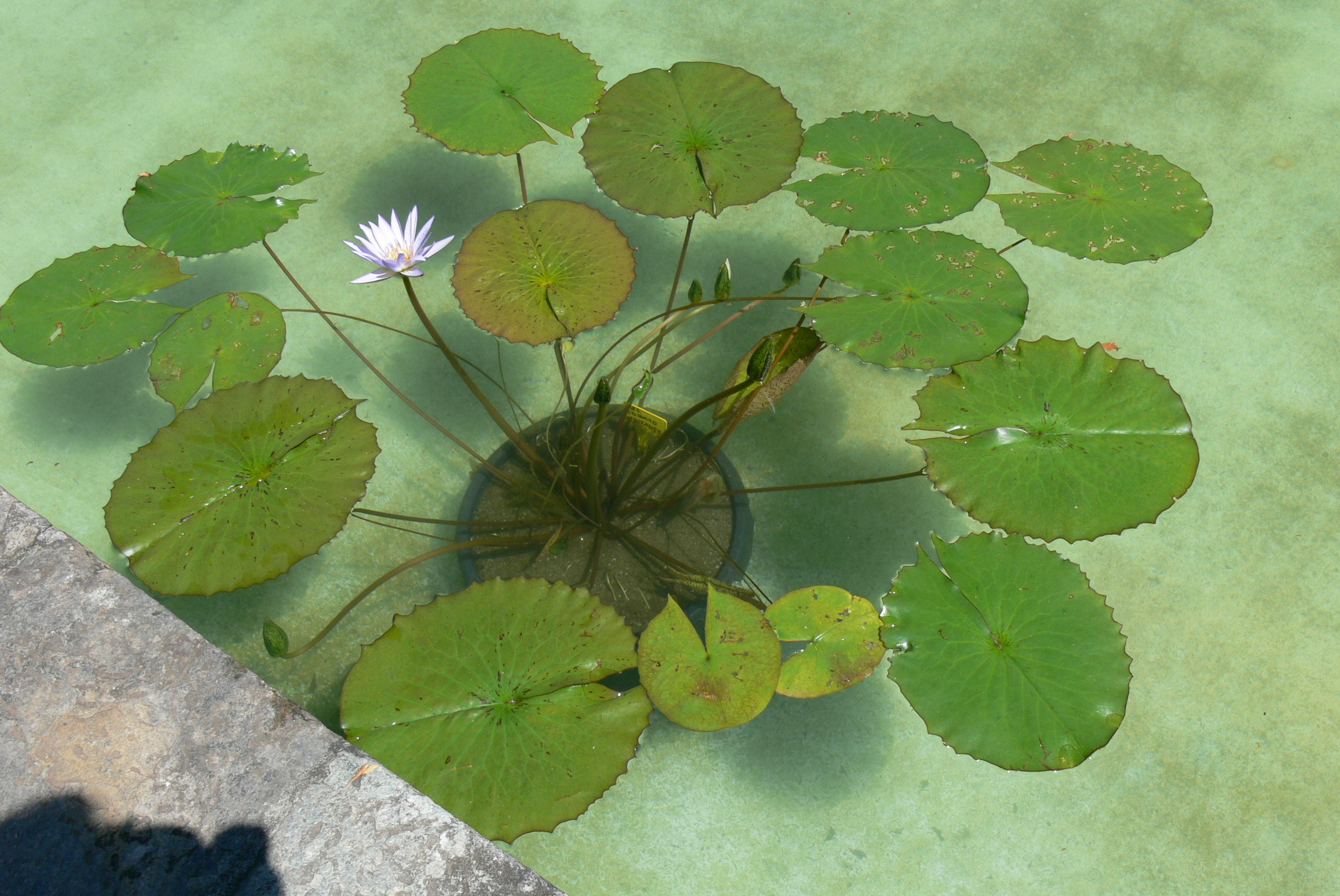
Rostlina leknínu (Nymphaea sp.)
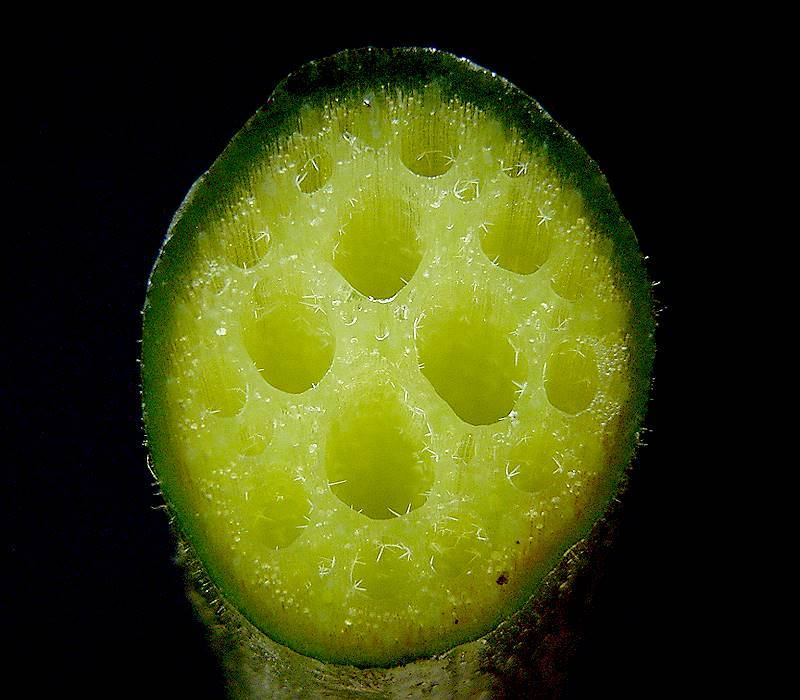
Řez řapíkem leknínu
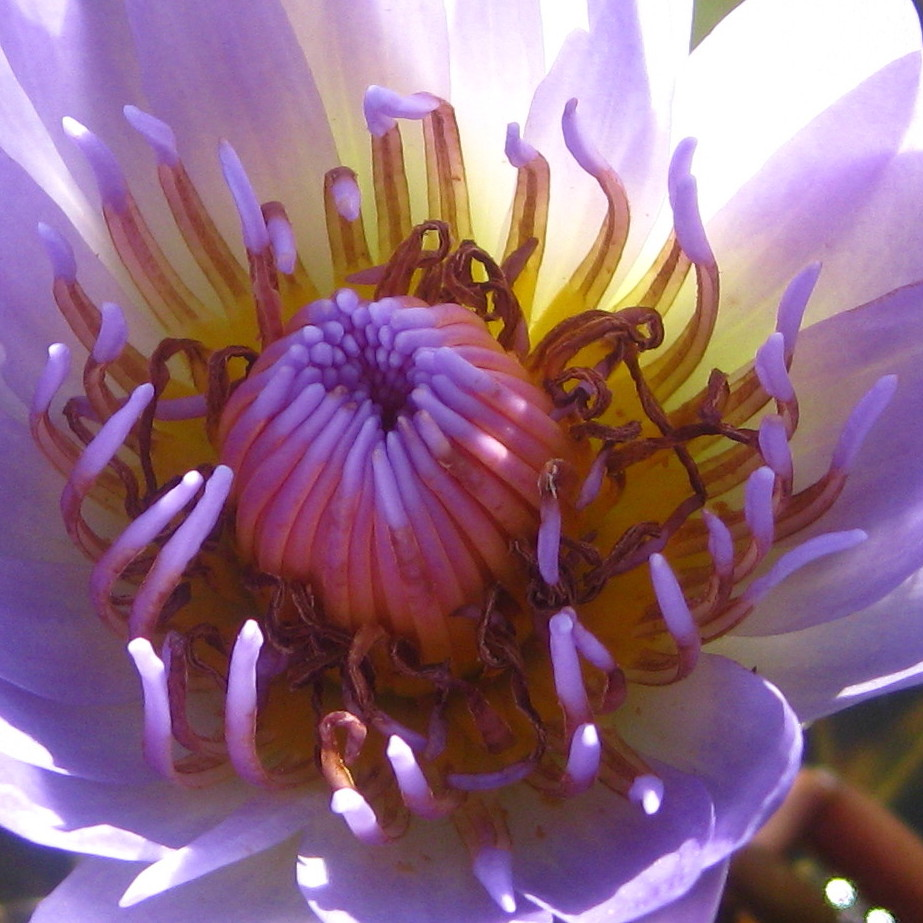
Detail středu květu leknínu N. capensis
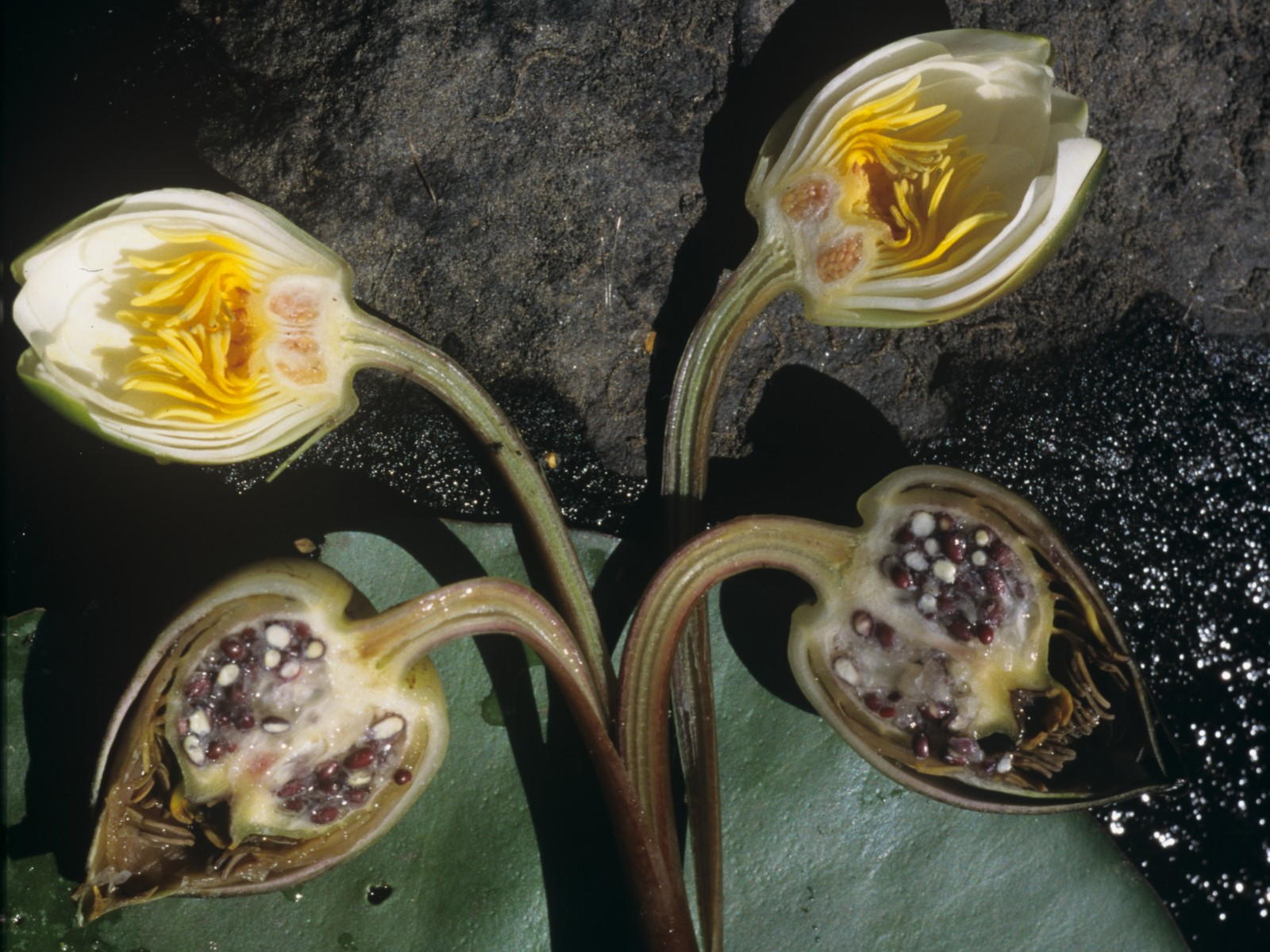
Řez poupětem a plodem leknínu
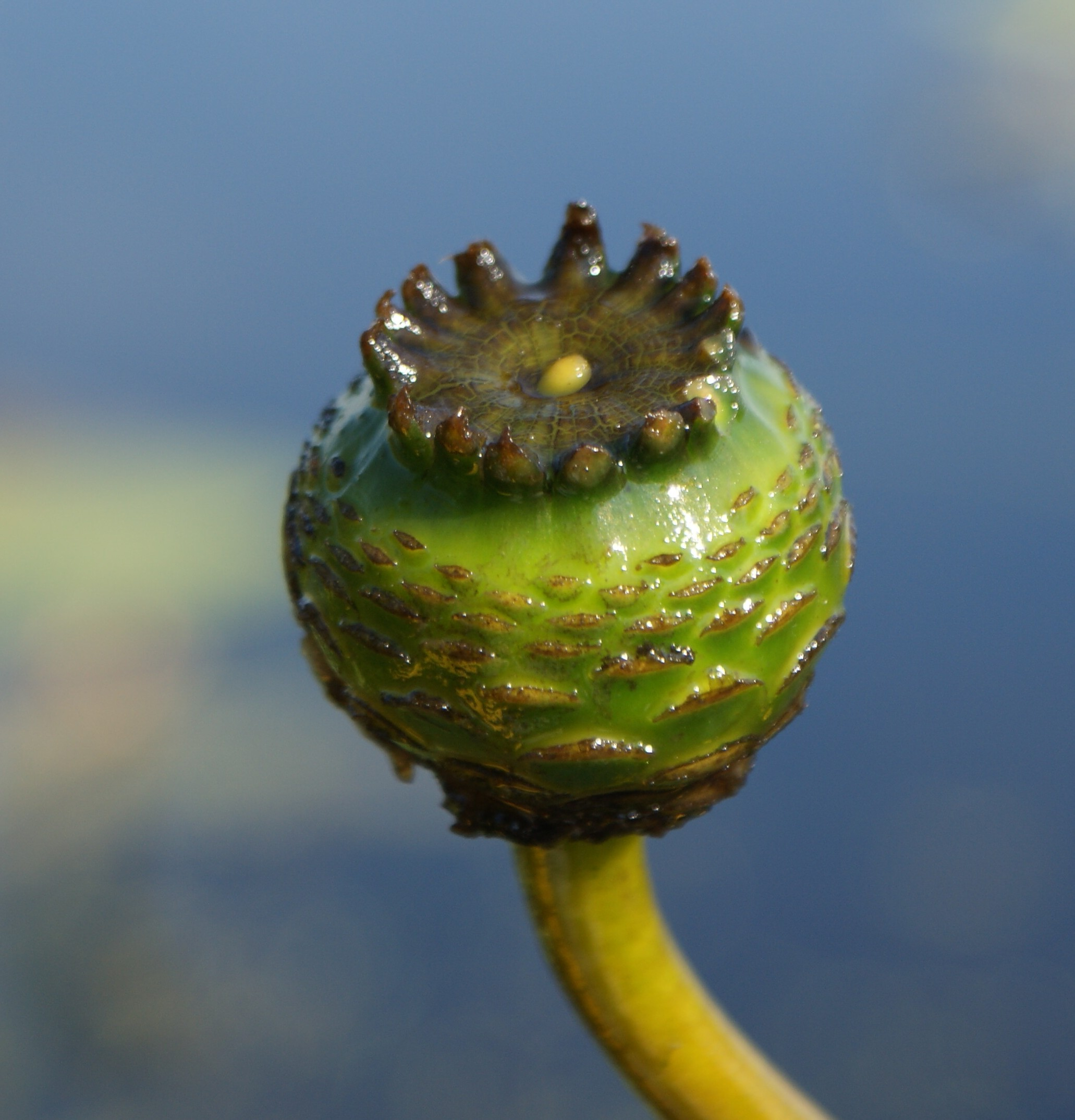
Plod leknínu bílého

## Rozšíření
Rod leknín zahrnuje asi 50 druhů. Je rozšířen po celém světě od tropů po teplejší oblasti mírného pásu. V Severní Americe se vyskytuje 7 původních druhů, v tropické Americe asi 18 druhů, v Číně 4 druhy, v Austrálii 12 až 15 druhů, na Madagaskaru 2 druhy.
V květeně ČR rod leknín zastupují 2 druhy: leknín bílý (Nymphaea alba) a leknín bělostný (N. candida). V Evropě rostou celkem 3 druhy, mimo našich 2 domácích druhů je to ještě leknín posvátný (N. lotus), který se však vyskytuje pouze v termálních pramenech na severozápadě Rumunska. Některé druhy leknínů zdomácněly v různých částech světa, např. africké druhy Nymphaea lotus a N. capensis v Severní i Latinské Americe nebo leknín bílý v Číně.

## Ochrana přírody
Oba druhy leknínu jsou v České republice chráněny zákonem jako kriticky ohrožené.
V mezinárodním Červeném seznamu ohrožených druhů IUCN není žádný druh leknínu uveden jako ohrožený. Leknín Nymphaea thermarum ze Rwandy je považován za druh v přírodě vyhynulý.

## Zajímavosti
Za nejmenší leknín je považován druh Nymphaea micranta, který dorůstá výšky pouze 5 cm. Listy leknínu Nymphaea baumii mají průměr jen 2 až 3 centimetry.

## Ekologické interakce
Květy leknínů jsou nápadné a vonné a jsou opylovány hmyzem, sbírajícím pyl a nektar. Mezi nejčastější opylovače náležejí brouci, mouchy a včely. Semena jsou na kratší vzdálenosti šířena vodou, na delší vzdálenost vodními ptáky, kteří vyhledávají plody jako potravu.
Všechny druhy leknínů prodělávají v průběhu roku periodu klidu buď v chladném období nebo při poklesu vodní hladiny.

## Taxonomie
Rod leknín je dále členěn do 5 podrodů:
- podrod Anecphya
- podrod Brachyceras
- podrod Hydrocallis
- podrod Lotos
- podrod Nymphaea:
  - sekce Chamaenymphaea
  - sekce Nymphaea
  - sekce Xanthantha

V různých zdrojích bývá zaměňován leknín posvátný (Nymphaea lotus) s nepříbuzným lotosem (Nelumbo) a někdy též bývá zcela mylně označován jako lotos egyptský.

## Zástupci
- leknín bělostný (Nymphaea candida)
- leknín bílý (Nymphaea alba)
- leknín mexický (Nymphaea mexicana)
- leknín modrý (Nymphaea nouchali var. caerulea, syn. Nymphaea caerulea)
- leknín posvátný (Nymphaea lotus)
- leknín severský (Nymphaea tetragona)
- leknín vonný (Nymphaea odorata)[13][14]

## Význam
Lekníny se pěstují v tropech i v mírném pásu jako okrasné vodní rostliny. Byl vyšlechtěn bezpočet různých kultivarů, lišících se stavbou a barvou květů i dobou kvetení (druhy kvetoucí ve dne nebo v noci). Některé kultivary mají též skvrnité listy.
Semena a oddenky leknínů obsahují škrob a bílkoviny. Některé druhy jsou místně využívány jako potravina i jako krmivo pro vodní ptactvo či domácí zvířata. Květ leknínu se jako důležitý symbol objevuje na množství maleb i plastik starých Mayů. Některé druhy leknínů, zejména leknín bílý (Nymphaea alba), N. stellata a N. rubra, jsou využívány v tradiční indické medicíně.
Jako akvarijní rostliny nejsou lekníny až na výjimky vhodné a pěstují se zřídka, neboť jsou příliš rozměrné a navíc v období klidu zatahují. Druh pěstovaný pod názvem Nymphaea lotus var. japonicus. vytváří při nedostatku světla pouze ponořené listy, které jsou velmi dekorativní. Podobně se pěstují i druhy Nymphaea maculata a N. stellata.

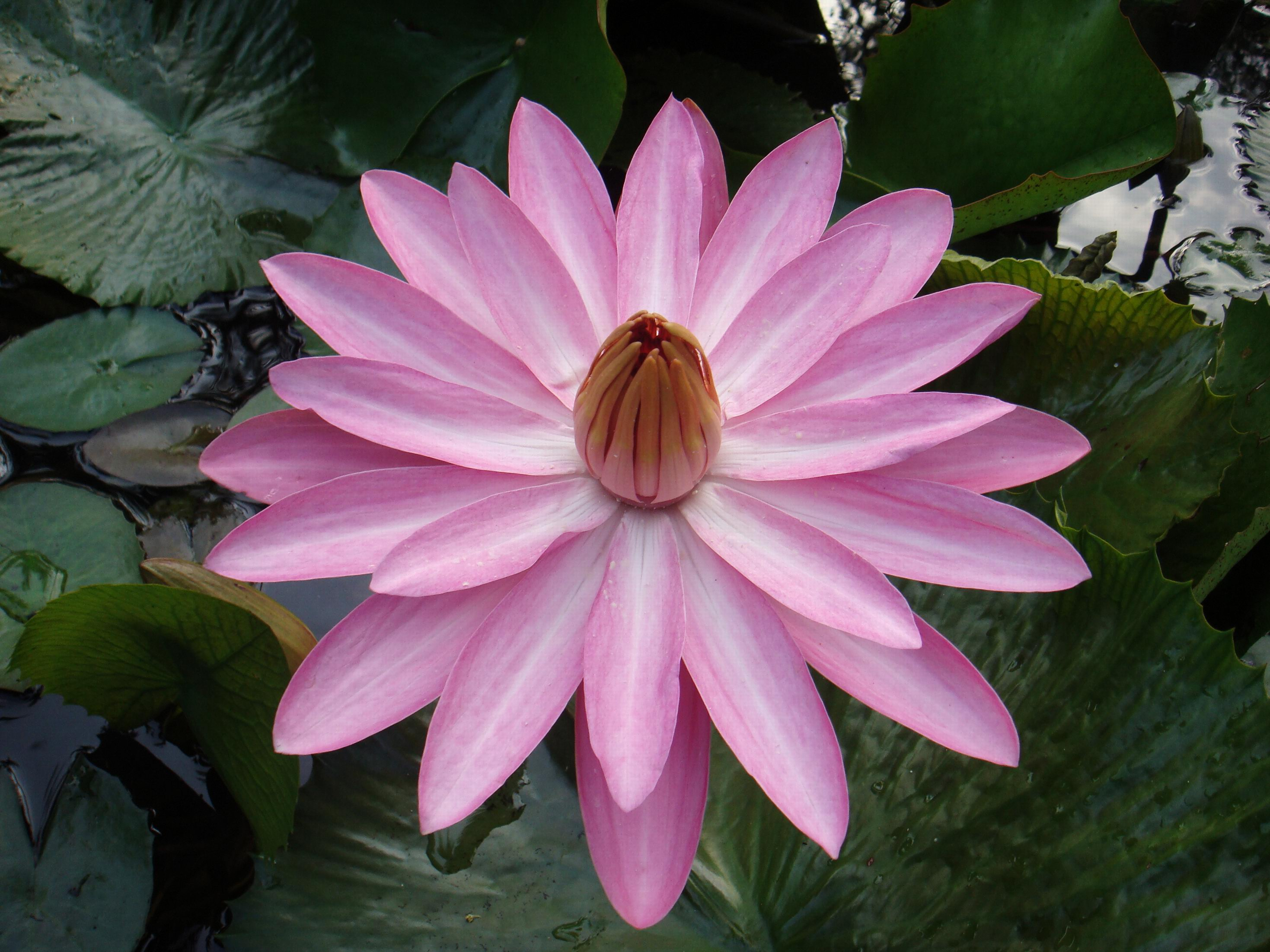
Kultivar leknínu 'Mrs. George C. Hitchcock'
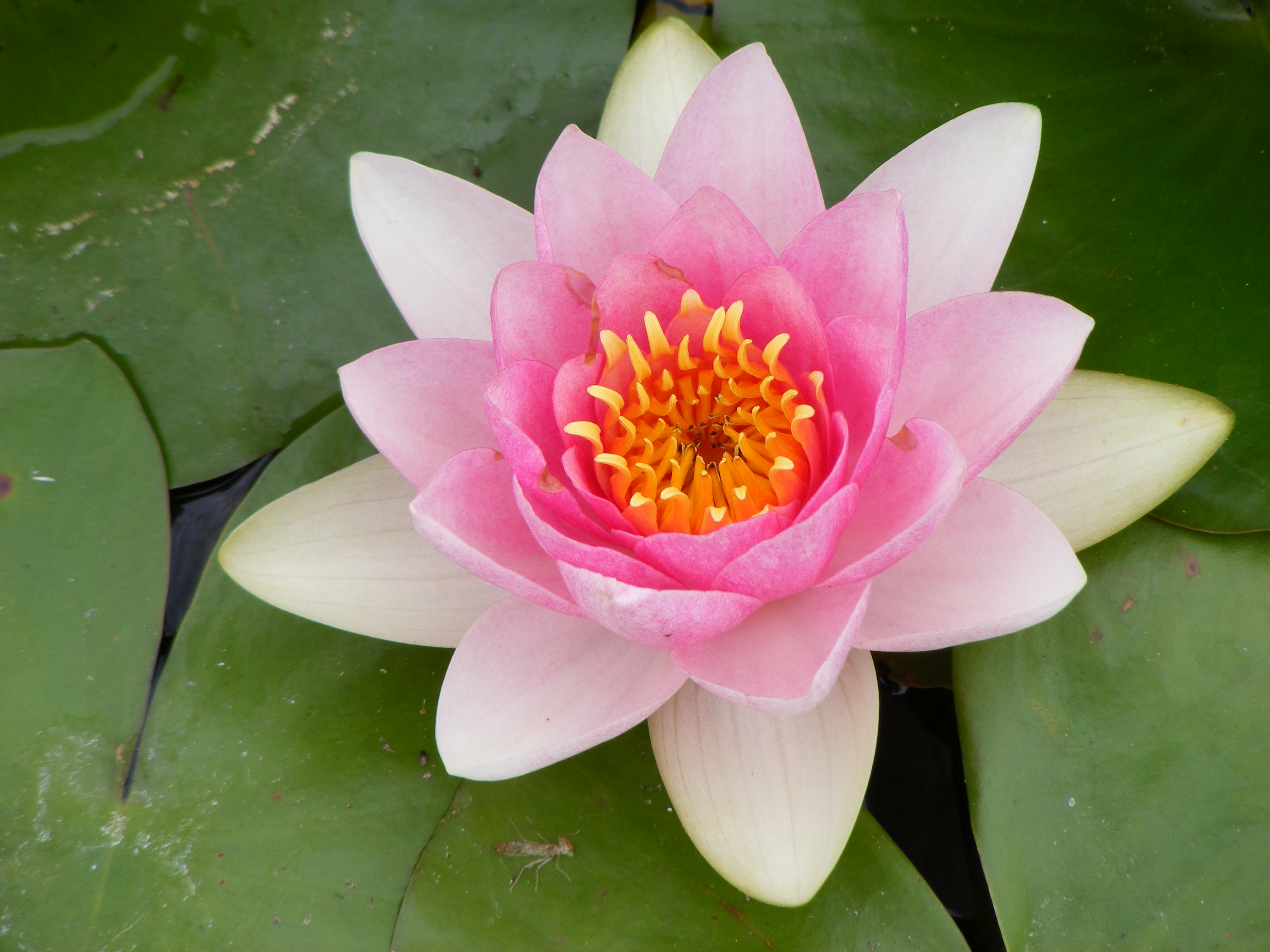
Leknín 'Masaniello'
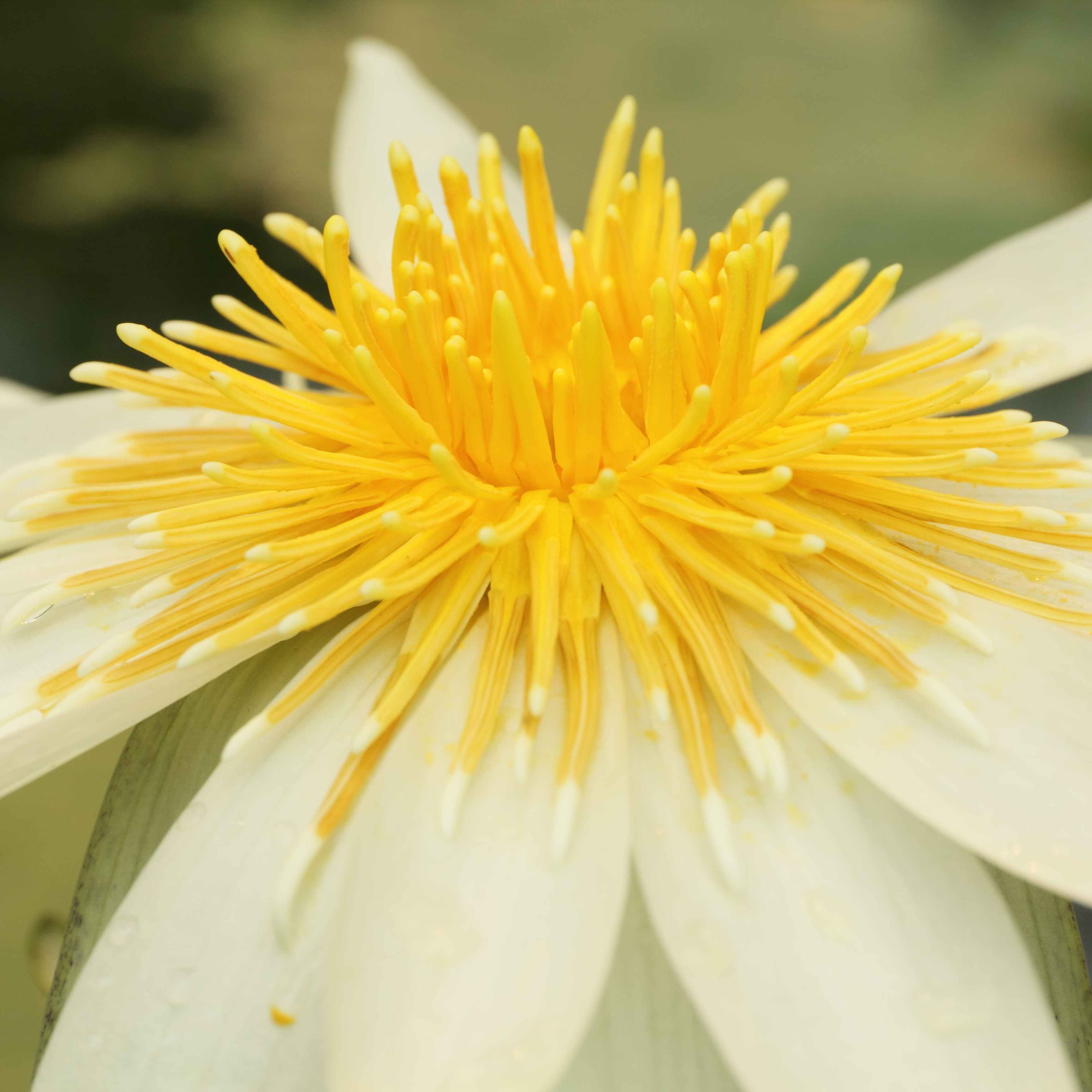
Zajímavý květ leknínu N. ampla
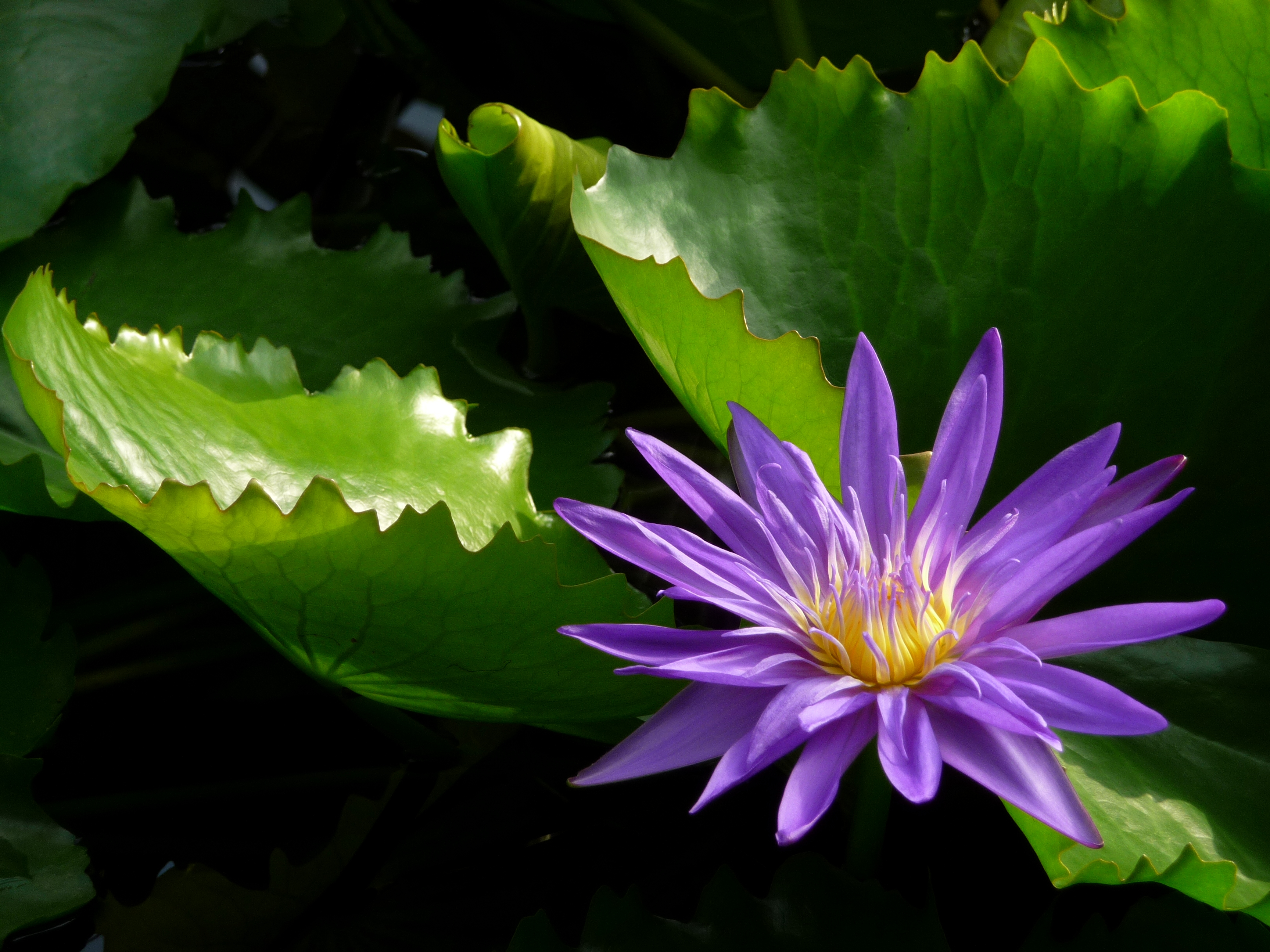
Leknín 'Midnight'
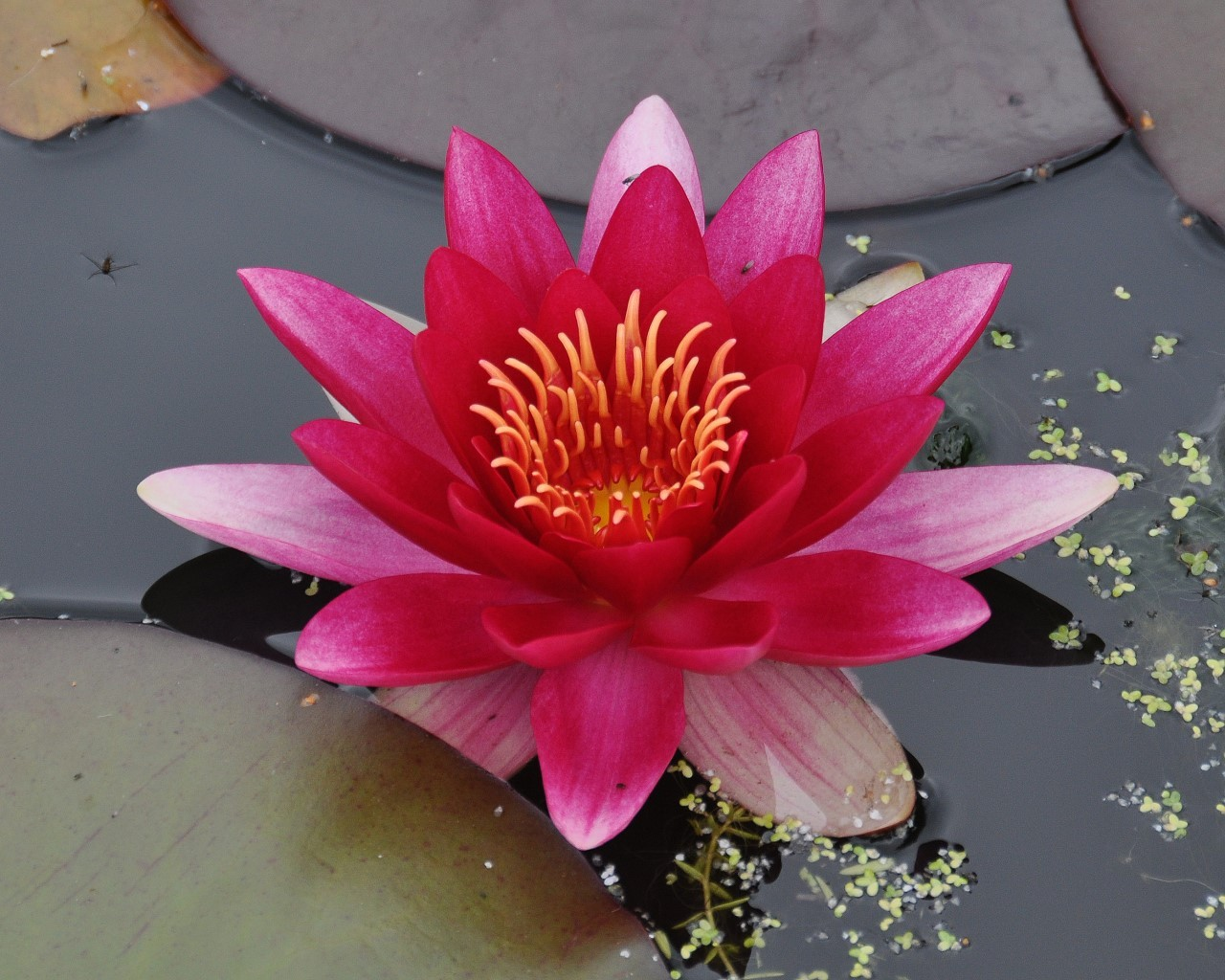
Leknín 'Attraction'